# ناحیه ساگولا، میشیگان
ناحیه ساگولا (به انگلیسی: Sagola Township) یک منطقهٔ مسکونی در ایالات متحده آمریکا است که در شهرستان دیکینسون، میشیگان واقع شده‌است.
 ناحیه ساگولا ۴۲۱٫۸ کیلومتر مربع مساحت و ۱٬۱۰۶ نفر جمعیت دارد و ۴۱۳ متر بالاتر از سطح دریا واقع شده‌است.